# 1960 w polityce

Król Norodom Suramarit z żoną

Wydarzenia polityczne w 1960 roku.

## Luty
- 18 lutego – w Montevideo przedstawiciele Argentyny, Brazylii, Chile, Meksyku, Paragwaju, Peru i Urugwaju podpisali układ o powołaniu Stowarzyszenia Wolnego Handlu Ameryki Łacińskiej – organizacji mającej na celu stworzenia rynku wewnętrznego pomiędzy członkami[1].

## Marzec
- 30 marca – z powodu masowych protestów czarnoskórych mieszkańców Związku Południowej Afryki (ZPA) przeciwko apartheidowi rząd ZPA wprowadził stan wyjątkowy w 80 okręgach, a Afrykański Kongres Narodowy został zdelegalizowany[2].

## Kwiecień
- 3 kwietnia – zmarł Norodom Suramarit, król Kambodży[3].

## Maj
- 3 maja – urodził się Włodzimierz Czarzasty, polityk SLD[4].
- 7 maja – Klimient Woroszyłow ustąpił ze stanowiska przewodniczącego Prezydium Rady Najwyższej ZSRR. Jego miejsce zajął Leonid Breżniew[1].
- 8 maja – Związek Socjalistycznych Republik Radzieckich wznowił stosunki dyplomatyczne z Kubą[1].
- 11 maja – zmarł John D. Rockefeller Jr., amerykański przedsiębiorca i filantrop[5].
- 23 maja – wywiad Izraela porwał Adolfa Eichmanna[1].
- 27 maja – armia turecka przeprowadziła zamach stanu. Podczas przewrotu aresztowano prezydenta Celâla Bayara i premiera Adnana Menderesa. Nowym premier został generał Cemal Gürsel, zaś jego rządy rozpoczęły okres dyktatury wojskowej[1].

## Czerwiec
- 20 czerwca:
  - proklamowano niepodległość Federacji Mali[6].
  - zmarł Wojciech Agenor Gołuchowski, senator[7].
- 28 czerwca – zmarł Móric Esterházy, premier Węgier[8].
- 30 czerwca – w Leopoldville proklamowano niepodległość Demokratycznej Republiki Konga. Prezydentem kraju został Joseph Kasavubu, a premier Patrice Lumumba[1].

## Lipiec
- 4 lipca – oficjalnie zaczęła obowiązywać amerykańska flaga z 50 gwiazdami (symbolizującymi wszystkie stany)[1].

## Sierpień
- 16 sierpnia – Cypr ogłosił niepodległość[1].
- 20 sierpnia – Senegal ogłosił niepodległość[9].

## Wrzesień
- 29 września – zmarł Thomas Goodwin, brytyjski lekarz i polityk, gubernator Queensland[10].

## Październik
- 10 października – zmarł Jan Zahradníček, czeski poeta i eseista katolicki, skazany za rzekome szpiegostwo na 13 lat więzienia[11][12].
- 26 października – w Salwadorze obalono prezydenta José Maríę Lemusa. Na czele państwa stanęła sześcioosobowa junta wojskowa z pułkownikami Césarem Yanesem Uriasem i Miguelem Ángelem Castillem na czele[1].

## Listopad
- 8 listopada – wybory prezydenckie w Stanach Zjednoczonych wygrał John F. Kennedy[1].

## Grudzień
- 10 grudnia – Pokojową Nagrodę Nobla otrzymał Albert John Luthuli[1].
- 13 grudnia – w Managui przedstawiciele Gwatemali, Hondurasu, Salwadoru i Nikaragui podpisali układ o utworzeniu Wspólnego Rynku Ameryki Środkowej[1].
- 14 grudnia – w Paryżu członkowie Organizacji Europejskiej Wspólnoty Gospodarczej, Stany Zjednoczone i Kanada podpisały konwencję o utworzeniu Organizacji Współpracy Gospodarczej i Rozwoju[1].